# Bobri (roman)
Bobri je naslov najbolj znanega romana Janeza Jalna. Roman je sestavljen iz treh delov in je v celoti izšel med letoma 1942 in 1943.

## Splošni podatki
Knjiga obsega tri dele: Sam, Rod in Vrh. Dogajanje je postavljeno v leto 2000 pred našim štetjem, v konec kamene in začetek bakrene dobe. To je čas, ko je ravnino južno od današnje Ljubljane pokrivalo veliko jezero, razpeto med Ljubljano, Vrhniko in Igom. Pri pisanju se je Jalen opiral na arheološka odkritja. Sam pravi, da njegova povest nikjer ne nasprotuje že ugotovljenim stvarem. Pripoved vsebuje veljavne podatke o koliščarskih naselbinah (Ig, Blatna Brezovica, Notranje Gorice), postavlja jih na mesta, za katera ni oprijemljivih dokazov o naselbinah, a so bile tam odkrite posamezne najdbe, npr. botanični vrt – kolišče Brkatega Soma, Rožna dolina – kolišče Ostrorogega Jelena. Prikazano je tedanje življenje: način gradnje kolišč, lov, kuhanje, prehod iz ribiško-lovske kulture v poljedelsko, trgovanje, začetki rokodelstva, verovanje (na Triglavu prebivata Blisk in Grom, duhovi umrlih), rodbinske razmere (mnogoženstvo) … Iz opisov raznih postopkov je opazno, da je bil Jalen zelo dober poznavalec življenja v naravi, spoznal se je na lov, rastlinstvo. Všečna je izbira imen, ki so povezana sz značajem in sposobnostmi poimenovanega in nakazujejo na močno povezanost ljudi in živali (Ostrorogi Jelen, Neokretni Karp, Premeteni Navihanec). Njegov slog je jedrnat in slikovit, večkrat se lahko nasmehnemo ob izvirnih besedah in besednih zvezah (Košata Jelka se je širokoritila; želja, da bi koga dihur posmradil …).

## Vsebina

### Sam
Ostrorogi Jelen (v knjigi večinoma samo Ostrorogi) in njegova sestra Sinjeoka Kodrolaska (v nadaljevanju ponavadi le Sinjeoka) živita na kolišču Brkatega Soma, ki je njun oče. Mati, Skalna Zvezda, jim je pred smrtjo zaupala, da je bila prevarana. Ostrorogi bi moral postali poglavar kolišča, saj je Som Zvezdo dobil v zakon pod pogojem, da bo njegova prva žena, on pa je tedaj že imel prvo ženo, ki jo je zatajil. Tako bo zdaj postal gospodar kolišča Neokretni Karp (v nadaljevanju Karp), Somov prvorojenec. Ostrorogi in Karp se tako nenehno prerekata za nasledstvo, poleg tega pa še za Jezerno Rožo, lepo mladenko s kolišča Turovcev. Ostrorogi je močan in pogumen, medtem ko je Kapr strahopeten in potuhnjen in ne zna preskrbeti dovolj hrane za kolišče, zato imajo vsi podložniki raje Ostrorogega. Zaradi priljubljenosti si veliko mladcev (hlapcev) želi, da bi mu služili. To se končno posreči Pegastemu Risu in njegovemu bratu Premetenemu Navihancu. Ostrorogi začne zahajati še v druge dele Velikega jezera in si privzame bogata lovišča, v katerih kraljuje beli bober. Tam se sreča s svojim stricem Sivim Volkom, kateremu razkrije prevaro prvorojenstva. Sivi Volk se močno ujezi in hoče razdejati Somovo kolišče, a mu Ostrorogi to prepreči. Stric ga vabi, naj se pridruži njegovemu rodu in se poroči s Košato Jelko, a Ostrorogemu to ni povšeči, ker ga bolj mika Jezerna Roža. Se pa domenita, da mu bo rod Skalne Zvezde vedno priskočil na pomoč. Ostrorogi se odloči in začne graditi svoje kolišče, pri tem mu pomagata oba hlapca in pa mladci Udarnega Jalana (v nadaljevanju Udarni), ki je tudi iz rodu Ostrorogega matere. Udarni in Sinjeoka se zaljubita, tako da ona sploh noče več slišati za Urnega Sulca, brata Jezerne Rože, kar prekriža načrte Ostrorogemu, ki je mislil, da bo Sinjeoko zamenjal za Jezerno. Domenijo se, da bodo s poroko malce počakali, da bo Ostrorogi lažje pridobil Jezerno.
Kolišče je kmalu dograjeno in Ostrorogi se je skupaj s sestro in hlapcema preselil nanj. Z Udarnim so izvedli velik lov na lose, da njegov dom pozimi ne bo trpel pomanjkanja. Zvečer se je Ostrorogi umaknil v konec Dolge doline, da bi Udarni lahko prišel po Sinjeoko in jo odpeljal na svoj dom pod gore. Kolišče pa so v tem času napadli volkovi, ki so do njega prišli po zamrznjenem jezeru, Udarni tako zadnji hip reši Sinjeoko pred požrešnimi čeljustmi. Na pomlad se na kolišče Turovcev omoži Košata Jelka, ki namerava zmešati štrene Ostrorogemu, saj ne more preboleti, da je ni hotel vzeti za ženo. S Karpom se domeni, da mu bo pomagala pri ugrabitvi Jezerne. In res bi se jima skoraj posrečilo izvesti svoje namere, če ne bi bilo zvestih mladcev, ki so bili Ostrorogemu vedno pripravljeni priskočiti na pomoč. Ostrorogi je s pomočjo Udarnega ugrabil Jezerno in jo vzel za ženo.

### Rod
Drugi del zgodbe se začne spomladi na kolišču udaj že zelo starega Brkatega Soma, ki pred smrtjo pokliče svoja otroka Ostrorogega Jelena in Neokretnega Karpa, da bi se prepričal, da se po njegovi smrti ne bosta več prepirala, kot sta se kot mladca zaradi Jezerne Rože. Ko se je prepričal, da sta že prerasla prepire in bosta mirno živela vsak na svojem kolišču, je umrl. Sledil je obred pogreba, na katerega je prišla tudi prelepa Sinjeoka Kodrolaska, sestra Ostrorogega Jelena in žena Udarnega Jalana iz kolišča Kozorogovcev, ki so prišli izpod Snežnih gora z manjšo zamudo. Po pogrebu je  Sinjeoka Kodrolaska še kar nekaj časa ostala na kolišču Ostrorogovcev in obujala spomine.
Nadalje zgodba pripoveduje, kot že naslov pove, o rodu Ostrorogega, ki na razglednem hrastu, ko razmišlja, koga bi si vzel za svojo novo ženo videl mnogo mlajše dekle - Zorno Kalino, hčer svojega prvega hlapca Pegastega Risa. A zgodba se zaplete, ko ugotovi, da je vanjo zagledan njegov sin Presukani Lisjak. Ostrorogemu to prekriža načrte, a na koncu se z njim zmeni, da jo lahko vzeme za drugo ženo, a bo on, če se dovolj hitro ne bo poročil z prvo, vzel Zorno Kalino za svojo ženo. Zaradi tega se oče in sin zapleteta v številne prepire, Zorna Kalina pa se po nekaj časnem obotavljanju naposled odloči, da bi rajši bila Ostrorogova.
Ker hoče imeti Presukani Zorno Kalino za svojo prvo ženo, se naposled z njo poroči Ostrorogi, Presukani pa se v besu poroči prav s tisto, za katero je Ostrorogi najman hotel, da se- z Pisano Tulpo, hčerjo Neokretnega Karpa in - to je Ostrorogega najbolj jezilo- Košate Jelke. 

### Vrh
Zopet je preteklo kar nekaj let, Ostrorogi je močno osivel, a je še vedno krepak in sposoben gospodar. V njem se prebudi želja, da bi zagospodaril vsem koliščem v Velikem jezeru. To bi se mu tudi uresničilo, če ne bi po reki navzgor pripluli črnolasi vzhodnjaki. Vzhodnjaki se spoprijateljijo s Košato Jelko, ki hoče, da ji vzhodnjaki pomagajo uničiti rod Ostrorogega Jelena, oni pa jo z navidezno naklonjenostjo zavajajo, da bi jim Turovci pomagali izkrčiti pot do morja. Glavna akterja v dem delu knjige sta Oprezni Srnjak, prvorojenec Zorne Kaline, in Zvesta Črnoglavka, dekla Košate Jelke. Zvesta je prvovrstna lončarica, ki jo na kolišču Turovcev nenehno izkoriščajo. Ona pa ima nalogo, da vohuni za načrti, ki jih kujejo skupaj z vzhodnjaki, in o vsem poroča Opreznemu, da so Ostrorogovci pripravljeni v primeru, če bi jih hoteli napasti. Opreznemu je Ostrorogi zaupal nalogo nenehnega opazovanja vzhodnjakov, tako da se mora kasneje podati za njimi po reki navzdol. Stalno jih je za petami in se od njih nauči, kako izpirati zlato. Na poti proti domu iz radovednosti zavije navzgor po enem od Savinih pritokov in tam ob bregu odkrije zlato. Pri tem spozna rod Čopaste Pribe, ki počasi hira od lakote, saj je večina moških padla v bojih. Oprezni se po tihem odloči, da si bo za ženo vzel Zlatolaso Lipo in zagospodaril na bregovih Drave, ki daje zlato, še prej pa se o tem pomeni z očetom, ki njegovo odločitev sprejme z odobravanjem. 
Čez leto dni se vzhodnjaki znova vrnejo, med njimi sta tudi junak Jazon in slovita čarovnica Medeja. Turovci kmalu spoznajo, da so jih le izkoristili, in so zato zelo jezni. Sploh pa Presukani in ko ga nekega dne s tem podraži njegov mlajši brat, zagrabi sulico in ga ubije. Tako izbruhne boj med Turovci in Ostrorogovci, na koncu (ko pade Presukani) pa se domenijo, da so Ostrorogovci le prišli po Zvesto, da bo postala druga žena Opreznega. Ostrorogi spozna, da ne bo nikoli uspel zagospodariti nad jezerom in da bodo kolišča kmalu popadla, zato svoje prepusti prvorojenemu sinu in se z Opreznim odpravi na dravske bregove. Vseeno pa je zadovoljen, ker se je njegov rod tako močno razširil.